# Суходуб Леонід Федорович
Леоні́д Фе́дорович Суходу́б (нар.16 лютого 1948, с. Нова Січ, Сумський район Сумської області) — доктор фізико-математичних наук, член-кореспондент Національної академії наук України, професор, завідувач кафедри біофізики, біохімії, фармакології та бімолекулярної інженерії Медичного інституту Сумського державного університету.

## Біографія
Леонід Суходуб народився 16 лютого 1948 у с. Нова Січ на Сумщині.
У 1965 році він вступив до Харківського політехнічного інституту, який закінчив 1971 року.
По закінченні інституту він став інженером кафедри металофізики ХПІ.
Протягом 1972—1989 років обіймав посади інженера, наукового співробітника та завідувача відділом Фізико-технічного інституту низьких температур імені Б. І. Вєркіна НАН України.
1977 року Леонід Суходуб успішно захистив кандидатську дисертацію у Фізико-технічному інституті низьких температур імені Б. І. Вєркіна НАН України (науковий керівник — академік НАН України І. К. Янсон, а 1986 року — докторську дисертацію у Московському державному університеті імені М. В. Ломоносова.
Протягом 1989—2012 років він був заступником директора з наукової роботи Інституту прикладної фізики НАН України.
У 1993 році йому було присвоєне звання професор, а у 2009 році він став членом-кореспондентом НАН України.
З 2012 р. — завідувач кафедри біофізики, біохімії, фармакології та бімолекулярної інженерії Сумського державного університету.

### Громадська діяльність
- Член ради Українського біофізичного товариства.
- Член ради Українського мас-спектрометричного товариства.

### Результати наукових досліджень
Леонід Суходуб разом з І. К. Янсоном вперше в світі, використовуючи нову методику температурно-залежної мас-спектрометрії з іонізацією молекул в сильному електричному полі, дослідив енергетику утворення в вакуумі. Пізніше він разом зі своїми учнями та співробітниками зосередились на дослідженні енергетики гідратного оточення Ватсон-Кріковськихї пар ДНК та стекінг-взаємодії між парами основ ДНК і РНК, що дало змогу виявити переважний внесок компланарних взаємодій у стабільності ДНК, а результати досліджень лягли в основу теоретичних методів обчислень енергетики та структури подібних та складніших біосистем.
Пізніше він проводив дослідження з метою виявлення стабільності лікарських препаратів у фізіологічних розчинах та механізмів їх дії на біополімери клітини in vitro, в яких були застосовані мас-спектрометричні м′якоіонізаційні методи (польова десорбція, бомбардування швидкими атомами та уламками поділу каліфорнію-252) в поєднанні з тонкошаровою хроматографією. Це дозволяє виявити молекулярні механізми взаємодії ряду протипухлинних (доксорубіцин, фарморубіцин, проспідин та ін.) препаратів з компонентами біополімерів ДНК й РНК.
Останніми роками вчений разом колегами з Мюнстерського університету та Центру біоматеріалів Дрезденського технічного університету (Німеччина) зосередився на вивченні впливу гідратації на мінералізацію колагенових фібрил з метою створення нових біоматеріалів на основі ортофосфатів кальцію для практичної медицини. Пізніше до наукової співпраці вчених СумДУ зі створення новітніх біоматеріалів для наномедицини долучились інститути НАНУ та НАМНУ.
Останні наукові публікації
- Суходуб Л. Ф. Применение ускорительной масс-спектрометрии в экологических и медико-биологических исследованиях // Наука та Інновації. — 2010. — Т. 6. — С. 17—36.
- Суходуб Л. Ф, Калінкевич О. М. Стероїдні глікозиди рослинного походження та їх комплексоутворення з біомолекулами (за даними мас-спектрометрії) // Журнал Академії медичних наук України. — 2009. — Т. 15. — № 2. — С. 225—245.
- Данильченко С. Н. Экспериментальное обоснование возможности применения композитных материалов на основе хитозана и фосфатов кальция для замещения костных дефектов / С. Н. Данильченко, О. В. Калинкевич, М. В. Погорелов, А. М. Скляр, Т. Г. Калиниченко, А. Н. Калинкевич В. В., Стариков, В. И. Бумейстер, В. З. Сикора, Л. Ф. Суходуб // Ортопедия, травматология и протезирование. — 2009. — № 1. — С. 66—71.
- Sukhodub L. Materials and coatings based on biopolymer-apatite nanocomposites: obtaining, structural characterization and in vivo tests // Materials Science and Engineering Technology. — 2009. — V. 4. — P. 318–325.
- Danilchenko S. N., Protsenko I. Yu., Sukhodub L. F. Some features of thermo-activated structural transformation of biogenic and synthetic Mg-containing apatite with β-tricalcium-magnesium phosphate formation // Cryst. Res. Technol. — 2009. — V. 44. — P. 553–560.
- Danilchenko S. N. Thermal transformations of the mineral component of composite biomaterials based on chitosan and apatite / S. N. Danilchenko, O. V. Kalinkevich, V. N. Kuznetsov, A. N. Kalinkevich, T. G. Kalinichenko, I. N. Poddubny, V. V. Starikov, A. M. Sklyar, L. F. Sukhodub // Cryst. Res. Technol. — 2010. — V.45. — P. 553–560.
- Gudakova A. A. The study of the oxide coating effect on bone-implant interface formation by means of electron microscopy method with energy dispersive X-ray analysis / A. A. Gudakova, S. N. Danilchenko, L. F. Sukhodub, V. V. Luk'yanchenko, A. V. Zykova, V. I. Safonov // Problems of Atomic Science and Technology. — 2007. — № 1. Series: Plasma Physics (13). — Р. 145–147.
- Danilchenko S. N. Chitosan-hydroxyapatite composite biomaterials made by one step co-precipitation method: preparation, characterization, and in vivo tests / S. N. Danilchenko, O. V. Kalinkevich, M. V. Pogorelov, A. N. Kalinkevich, A. M. Sklyar, T. G. Kalinichenko, V. Y. Ilyashenko, V. V. Starikov, V. I. Bumeyster, V. Z. Sikora, L. F. Sukhodub, A. G. Mamalis, S. N. Lavrynenko, J. J. Ramsden // Journal of Biological Physics and Chemistry. — 2009. — V. 9. — P. 119–126.
- Danilchenko S. N. Thermal transformations of the mineral component of composite biomaterials based on chitosan and apatite / S. N. Danilchenko, O. V. Kalinkevich, V. N. Kuznetsov, A. N. Kalinkevich, T. G. Kalinichenko, I. N. Poddubny, V. V. Starikov, A. M. Sklyar, L. F. Sukhodub // Cryst. Res. Technol. — 2010. — V. 45. — No. 7. — P. 685–691.
- Суходуб Л. Ф. Проотеоміка, мас-спектрометрія, рак. — Вісник СумДУ. Серія «Медицина». — № 2. — 2011. — С. 24—34.
- Danilchenko S. N. / S. N. Danilchenko, O. V. Kalinkevich, M. V. Pogorelov, A. N. Kalinkevich, A. M. Sklyar, T. G. Kalinichenko, V. Y. Ilyashenko, V. V. Starikov, V. I. Bumeyster, V. Z. Sikora, L. F. Sukhodub // J Biomed Mater Res Part A. — 2011. — V. 96A. — P. 639–647.

### Гранти
- 1999, 2000, 2001 рр. — 3-місячні візити як guest Professor-ship;
- 2002–2003 рр. — DFG-mercator грант Мюнстерського університету (Німеччина).
- 2005 р. — DFG-mercator грант Дрезденського технічного університету (Німеччина).

### Наукове керівництво
Під науковим керівництвом захищено 13 кандидатських дисертацій, а також наразі пишуться 3 кандидатські дисертації.

## Сім'я
Леонід Суходуб одружений та має двох синів.